# Brady Christensen
Brady Christensen (Bountiful, Utah, 27 de septiembre de 1996) es un jugador profesional estadounidense de fútbol americano que se desempeña en la posición de lineman en Carolina Panthers, equipo de la National Football League (NFL).

## Carrera
Fue seleccionado en la tercera ronda en la Reunión Anual de Selección de Jugadores de la NFL de 2021. Hizo su debut profesional con el equipo Carolina Panthers, donde lleva jugando tres temporadas.